# La Vespière-Friardel
La Vespière-Friardel ist eine französische Gemeinde mit 1.181 Einwohnern (Stand: 1. Januar 2022) im Calvados in der Region Normandie. Sie gehört zum Arrondissement Lisieux und zum Kanton Livarot-Pays-d’Auge.
La Vespière-Friardel ist die östlichste Gemeinde des Départements Calvados. Sie entstand im Zuge einer Gebietsreform zum 1. Januar 2016 durch die Fusion der zwei ehemaligen Gemeinden Friardel und La Vespière, die nun Communes déléguées von La Vespière-Friardel darstellen. La Vespière fungiert dabei als Verwaltungssitz.

## Gliederung
| Ortsteil                        | ehemaliger INSEE-Code | Fläche (km²) | Einwohnerzahl (2019) |
| ------------------------------- | --------------------- | ------------ | -------------------- |
| Friardel                        | 14292                 | 9,39         | 248                  |
| La Vespière (Verwaltungssitz)00 | 14740                 | 8,65         | 933                  |

## Sehenswürdigkeiten
- Friardel:
  - Herrenhaus, Monument historique[3]
  - Kirche Saint-Martin, Monument historique[4]
- La Vespière:
  - Kirche Saint-Ouen
  - Schloss La Vespière

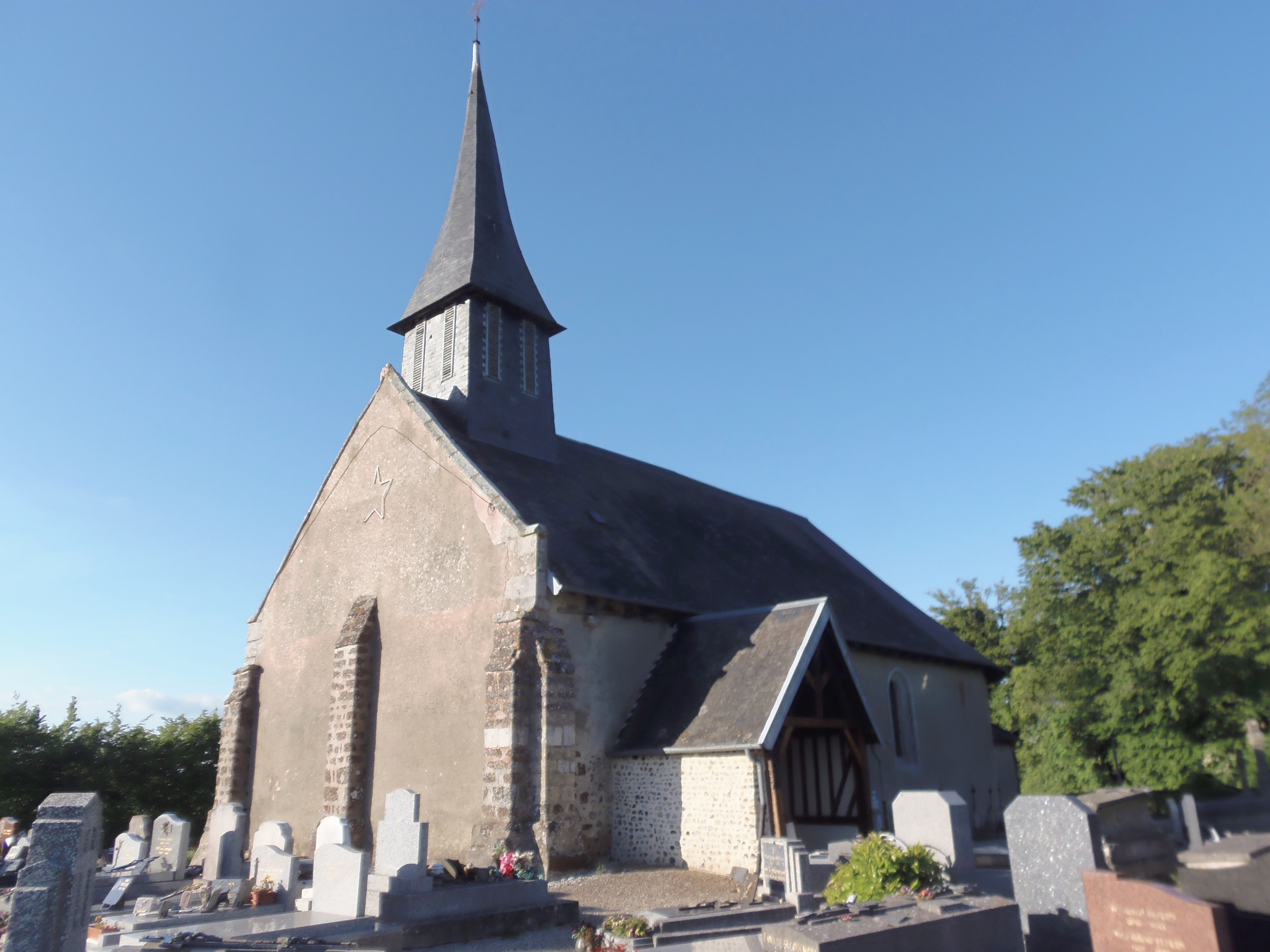
Kirche Saint-Martin in Friardel
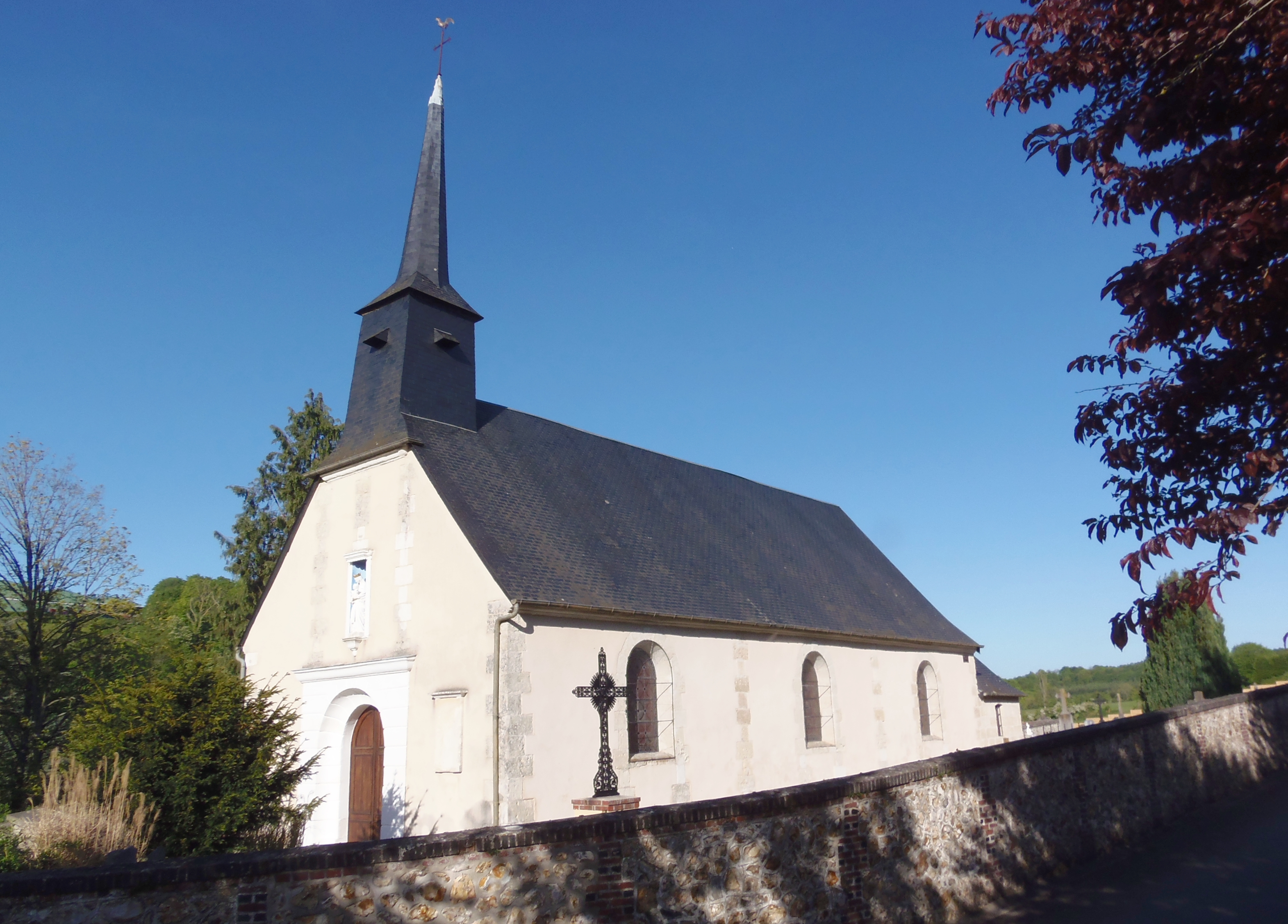
Kirche Saint-Ouen in La Vespière